# Bobbi Humphrey
Barbara Ann "Bobbi" Humphrey (nacida el 25 de abril de 1950) es una flautista y cantante de jazz estadounidense. Ha grabado doce álbumes a lo largo de su carrera, principalmente tocando jazz fusión, funk y soul-jazz. En 1971, fue la primera instrumentista femenina contratada por Blue Note y en 1994 fundó el sello de jazz Paradise Sounds Records.

## Primeros años de vida
Humphrey nació en Marlin, Texas y creció en Dallas. Se graduó de Lincoln High School, Dallas, en 1968. Su educación en flauta incluyó música clásica y jazz en la escuela secundaria. Continuó sus estudios en la Universidad del Sur de Texas y la Universidad Metodista del Sur. Dizzy Gillespie la vio tocar en un concurso de talentos en Southern Methodist y la inspiró a seguir una carrera musical en la ciudad de Nueva York. Ella siguió su consejo y se mudó a Nueva York en junio de 1971, y obtuvo su primera oportunidad actuando en el Teatro Apollo en Amateur Night.

## Carrera
A las pocas semanas de llegar a Nueva York, George Butler contrató a Humphrey para Blue Note. Ya había comenzado a tocar regularmente por toda la ciudad, incluyendo unirse a Herbie Mann en el escenario de Central Park y una actuación improvisada en The Tonight Show. Le pidieron que se uniera a la última banda del trompetista Lee Morgan, actuando en su último álbum Blue Note en 1971. Morgan contribuyó al primer álbum de Humphrey, Flute-In, en 1971. 
Ha tocado con Duke Ellington y George Benson. Benson y Humphrey fueron músicos invitados en el sencillo "Another Star" de Stevie Wonder de su álbum Songs in the Key of Life (1976). En 1976, la revista Billboard la nombró Mejor Instrumentista Femenina.
Humphrey ha tocado en el Apollo Theatre, Hollywood Bowl, Carnegie Hall, Montreux Jazz Festival, Russian River Jazz Festival (Norte de California). Cita a Hubert Laws, Herbie Mann y James Moody como influencias.
Blacks and Blues, grabado en 1973 con los Mizell Brothers, fue uno de sus álbumes más vendidos para Blue Note. En este álbum se alejó del jazz directo de sus dos primeros álbumes producidos por George Butler. Buscó a los hermanos Mizell después de su trabajo en Black Byrd de Donald Byrd, que combinaba funk con jazz. Blacks and Blues se grabó en tres días en Sound Factory. En «Harlem River Drive» y otras pistas, la interpretación de Humphrey fue improvisada. Como recordó Humphrey en una entrevista en 2006: «En otras palabras, ponían la pista de fondo y simplemente me decían que la tocara. No había ninguna melodía escrita. Al crecer, la música que escuchaban era doo-wop. Y desde ese contexto, entendían intrínsecamente la armonía, así que ya tenían los cambios de acordes y las voces de fondo dispuestas. Simplemente toqué lo que sentí en mi cabeza en contra de eso». Humphrey canta en «Just a Love Child» y en la última pista del álbum, «Baby's Gone». Blacks and Blues alcanzó su punto máximo en el no. 84 en el Billboard 200, donde pasó un total de 21 semanas, haciendo de este su primer álbum en las listas. 
Satin Doll, grabado en 1974, continuó su combinación de soul jazz y funk. El álbum estaba dedicado a Duke Ellington, quien murió poco antes del lanzamiento del álbum, y su portada presenta a la hija de Humphrey, Ricci Lynn. Satin Doll fue su segundo y último disco en aparecer en el Billboard 200, donde alcanzó el puesto no. 30 y pasó un total de 18 semanas.  Fancy Dancer marcó la tercera y última colaboración de Humphrey con los hermanos Mizell. Incluye percusión latina e instrumentación de arpa de Dorothy Ashby. Para su siguiente álbum, Tailor Made, cambió a Epic.
A pesar de las altas ventas de álbumes, Humphrey no vio mucho del éxito financiero de sus álbumes Blue Note. En 1977, pasó al sector comercial de la industria musical. Incorporó Innovative Artist Management y una empresa editorial, The Bobbi Humphrey Music Company, que firmó un acuerdo con Warner Bros. en 1990. Humphrey llevó a Tevin Campbell a la industria de la música y participó en sus negociaciones con Warner Bros. En 1994, Humphrey fundó su sello, Paradise Sounds Records, y lanzó Passion Flute ese año.
Las obras de Humphrey, en particular Blacks and Blues, han sido muestreadas por Eric B. & Rakim, Grand Puba, Digable Planets, Mobb Deep, Ludacris y Ice-T. En 2002, Common la invitó a tocar en su álbum Electric Circus.

## Discografía

### Como líder
| Flute-In                                                                               | Blue Note       | 1971 |                  | —  | —  |
| Dig This                                                                               | Blue Note       | 1972 |                  | —  | —  |
| Blacks and Blues                                                                       | Blue Note       | 1973 | LA series        | 84 | 18 |
| Bobbi Humphrey Live at Montreux                                                        | Blue Note       | 1974 | LA series. Live. | —  | —  |
| Satin Doll                                                                             | Blue Note       | 1974 | LA series        | 30 | 5  |
| Fancy Dancer                                                                           | Blue Note       | 1975 | LA series        | —  | —  |
| Tailor Made                                                                            | Epic            | 1977 |                  | —  | —  |
| Freestyle                                                                              | Epic            | 1978 |                  | —  | —  |
| The Good Life                                                                          | Epic            | 1979 |                  | —  | —  |
| City Beat                                                                              | Malaco          | 1989 |                  | —  | 67 |
| Let's Get Started                                                                      | Warner Bros.    | 1990 |                  | —  | —  |
| Passion Flute                                                                          | Paradise Sounds | 1994 |                  | —  | —  |
| "—" denota una grabación que no llegó a las listas o no fue lanzada en ese territorio. |                 |      |                  |    |    |

### Como acompañante
Con Common
- Electric Circus (MCA, 2002)

Con Gwen Guthrie
- Lifeline (Warner Bros., 1988)

Con Lee Morgan
- The Last Session (Blue Note, 1972) – rec. 1971

Con varios artistas
- Montreux Summit Volume 1 (Columbia, 1977) [2LP]
- Montreux Summit Volume 2 (Columbia, 1977) [2LP]